# タマラ・チホノワ
タマラ・チホノワ（Tamara Ivanovna Tikhonova、ロシア語: Тама́ра Ива́новна Ти́хонова、1964年7月13日 - ）は、ソビエト連邦ウドムルト自治ソビエト社会主義共和国（現在のウドムルト共和国）Kovalyovo村出身の元クロスカントリースキー選手。1980年代後半から1990年代前半にかけて活躍した。

## プロフィール
1985年ノルディックスキー世界選手権に20歳で出場、団体戦でライサ・スメタニナ、リリヤ・ワシリチェンコ、アンフィサ・レスツォワとともに金メダルを獲得した。
1987年の世界選手権には出場できなかったが1988年のカルガリーオリンピックでは10km5位入賞、5kmでは銀メダル獲得、20kmと団体戦では金メダルを獲得した。
1989年ノルディックスキー世界選手権では団体銀メダル、10kmで銅メダルを獲得、1991年ノルディックスキー世界選手権では団体戦金メダル、10kmで銅メダルを獲得した。
クロスカントリースキー・ワールドカップでは1988-1989シーズンに総合3位となった。
1992年に現役を引退した後は地元ウドムルトでスキーのコーチをしている。